# Heterusia adventa
Heterusia adventa là một loài bướm đêm trong họ Geometridae.